# Сафийе Чан
Сафийе Чан (на немски: Safiye Can) е немска писателка и преводачка, автор на стихотворения, визуална поезия, конкретна поезия и проза.

## Биография
Сафийе Чан е родена през 1977 г. в Офенбах на Майн и там израства. Има черкезки произход.
Следва философия, психоанализа и юриспруденция в Университета на Франкфурт на Майн и завършва като магистър по философия с теза върху „Тъй рече Заратустра“ на Фридрих Ницше.
През 2014 г. дебютира със стихосбирката „Роза и славей“. През същата година създава в родния си град писателското ателие „Dichter-Club“.
В Офенбах работи като учителка, а после няколко години е асистент-режисьор в театъра „Бургхофбюне“ в Динслакен.
Чан е член на немския и на международния ПЕН клуб, на Съюза на немските писатели, както и на Съюза на немските преводачи.
Наред с това е почетен сътрудник на Амнести Интернешънъл.
Сафийе Чан живее в Офенбах на Майн.

## Награди и отличия
- 2016: Alfred-Müller-Felsenburg-Preis für aufrechte Literatur
- 2016: Else-Lasker-Schüler-Lyrikpreis
- 2017: Gastdozentur am Institut für Germanistik an der Universität Kassel
- 2017: Gastdozentur an der Northern Arizona University in USA/Arizona
- 2017/2018: Stipendiatin des Hessischen Literaturrats: Autorenresidenz Laubach
- 2018: Mitglied im PEN-Zentrum Deutschland